# Coupe des nations de saut d'obstacles 2014
Navigation
Édition précédente Édition suivante
La Coupe des nations de saut d'obstacles 2014 (en anglais Furüsiyya FEI Nations Cup 2014) est la 12e édition du circuit coupe des nations organisé par la FEI.

## Calendrier et résultats

### Europe, Division 1
| Date                      | Ville      | Pays        | Type    | Équipe vainqueur |
| ------------------------- | ---------- | ----------- | ------- | ---------------- |
| 30 avril au 5 mai 2014    | Lummen     | Belgique    | CSIO-5* | Suisse           |
| 15 au 18 mai 2014         | La Baule   | France      | CSIO-5* | France           |
| 22 au 25 mai 2014         | Rome       | Italie      | CSIO-5* | Belgique         |
| 29 mai au 1er juin 2014   | Saint-Gall | Suisse      | CSIO-5* | Royaume-Uni      |
| 18 au 22 juin 2014        | Rotterdam  | Pays-Bas    | CSIO-5* | France           |
| 10 au 13 juillet 2014     | Falsterbo  | Suède       | CSIO-5* | Allemagne        |
| 31 juillet au 3 août 2014 | Hickstead  | Royaume-Uni | CSIO-5* | États-Unis       |
| 6 au 10 août 2014         | Dublin     | Irlande     | CSIO-5* | États-Unis       |

### Europe, Division 2
| Date                      | Ville          | Pays      | Type    | Équipe vainqueur |
| ------------------------- | -------------- | --------- | ------- | ---------------- |
| 8 au 11 mai 2014          | Linz-Ebelsberg | Autriche  | CSIO-4* | Finlande         |
| 15 au 18 mai 2014         | Copenhague     | Danemark  | CSIO-3* | Danemark         |
| 29 mai au 1er juin 2014   | Lisbonne       | Portugal  | CSIO-3* | Portugal         |
| 5 au 8 juin 2014          | Sopot          | Pologne   | CSIO-3* | Turquie          |
| 3 au 6 juillet 2014       | Budapest       | Hongrie   | CSIO-3* | Tchéquie         |
| 30 juillet au 4 août 2014 | Gijón          | Espagne   | CSIO-5* | États-Unis       |
| 7 au 10 août 2014         | Bratislava     | Slovaquie | CSIO-3* | Allemagne        |
| 17 au 21 septembre 2014   | Arezzo         | Italie    | CSIO-3* | Italie           |

### Amérique du Nord, Amérique centrale et Caraïbes
| Date                      | Ville      | Pays       | Type    | Équipe vainqueur |
| ------------------------- | ---------- | ---------- | ------- | ---------------- |
| 22 février au 2 mars 2014 | Wellington | États-Unis | CSIO-4* | Canada           |
| 7 au 11 mai 2014          | Coapexpan  | Mexique    | CSIO-4* | Canada           |
| 12 au 15 juin 2014        | Calgary    | Canada     | CSIO-5* | États-Unis       |

### Moyen-Orient
| Date                | Ville  | Pays                | Type    | Équipe vainqueur |
| ------------------- | ------ | ------------------- | ------- | ---------------- |
| 5 au 8 février 2014 | Al Ain | Émirats arabes unis | CSIO-5* | Qatar            |

### Finale

#### Équipes qualifiées
| Division           | Qualifiés                                                          |
| ------------------ | ------------------------------------------------------------------ |
| Europe, Division 1 | Belgique, France, Allemagne, Royaume-Uni, Espagne, Suède, Pays-Bas |
| Europe, Division 2 | Italie, Norvège                                                    |
| Amérique du Nord   | Canada, États-Unis                                                 |
| Amérique du Sud    | Brésil, Venezuela                                                  |
| Afrique            | Égypte                                                             |
| Asie - Océanie     | Australie, Japon                                                   |
| Moyen-Orient       | Arabie saoudite, Qatar                                             |

#### Résultat
| Date                 | Ville     | Pays    | Type    | Équipe vainqueur |
| -------------------- | --------- | ------- | ------- | ---------------- |
| 9 au 12 octobre 2014 | Barcelone | Espagne | CSIO-5* | Pays-Bas         |